# Dancing in the Dark (canción de Bruce Springsteen)
«Dancing in the Dark» es una canción escrita e interpretada por el cantante de rock estadounidense Bruce Springsteen. Agregando ritmos de sintetizador uptempo a su sonido por primera vez, la canción pasó cuatro semanas en el número dos en el Billboard Hot 100 y vendió más de un millón de sencillos en los Estados Unidos. Fue el primer sencillo lanzado de su álbum de 1984 Born in the U.S.A.; se convirtió en su mayor éxito y ayudó a impulsar el álbum para convertirse en el álbum más vendido de su carrera.

## Composición
La canción está escrita en la clave de Si mayor con un ritmo de 149 latidos por minuto en el tiempo común. La voz de Springsteen abarca desde G♯4 a G♯5.

## Remixes
En un esfuerzo inicial por Springsteen para ganar el baile y la música de club para su música, Arthur Baker creó el «Blaster Mix» de 12 pulgadas de «Dancing in the Dark», en el que reelaboraba la versión del álbum. La remezcla se lanzó el 2 de julio de 1984. El resultado generó una gran cantidad de rumores de los medios para Springsteen, así como el toque real en los clubes; la remezcla fue al # 7 en la lista Billboard Hot Dance Music/Club Play chart, y tuvo la mayor cantidad de ventas que cualquier sencillo de 12 pulgadas en los Estados Unidos en 1984.

## Video musical
Dirigido por Brian De Palma, el video fue filmado en el Saint Paul Civic Center en Saint Paul, Minnesota, el 28 y 29 de junio de 1984. La primera noche fue un video puro, el segundo fue en la fecha de apertura del Born in the U.S.A. Tour. Bruce Springsteen y la E Street Band interpretaron la canción dos veces durante ese espectáculo para permitir que Brian De Palma obtuviera todo el metraje que necesitaba. El video es un video de interpretación directa, con Springsteen sin tocar la guitarra, lo que le permite invitar a una joven del público, interpretada por Courteney Cox, a bailar junto con él en el escenario al final. A pesar de que De Palma le había dicho que era a ella a quien se suponía que debía seleccionar, Springsteen pensó que solo era una fan seleccionada previamente y no supo hasta después que era una actriz profesional, traída de la ciudad de Nueva York, que ya había actuado en As the World Turns. En septiembre de 1985, el video ganó el MTV Video Music Award por Mejor Actuación Escénica y fue nominado a Mejor Actuación General.

## Personal
- Bruce Springsteen - Voz y guitarra eléctrica
- Roy Bittan - sintetizador
- Clarence Clemons - saxofón
- Danny Fedirici - sintetizadores
- Garry Talent - bajo
- Max Weinberg - batería

## Historial de presentaciones en vivo
En el Working on a Dream Tour de 2009,  la canción apareció intermitentemente durante los bises. Sin embargo, Springsteen por primera vez tocó en varios festivales de música durante el recorrido, y fue con «Dancing in the Dark» con el cual cerró a todos: el Festival de Pinkpop, el Festival de Música de Bonnaroo, el Festival de Glastonbury y el Festival de Hard Rock Calling. Cuando se reproduce en vivo en los últimos años, la canción presenta un sonido más duro, impulsado por la guitarra, con el distintivo riff del sintetizador que es suministrado por el violín de Soozie Tyrell.
Durante la gira de 2012, la canción volvió a ser habitual en shows en vivo con miembros de la audiencia seleccionados para bailar no solo con Bruce (recreando la escena de Courteney Cox del video), sino también con otros miembros de la banda, especialmente el nuevo miembro de la banda Jake Clemons. Los miembros de la familia Springsteen aparecieron en el escenario para esta canción en ocasiones, con su madre Adele haciendo el baile de Courteney Cox en The Spectrum (ahora el Wells Fargo Center) en Filadelfia al comienzo de la gira, y su hija Jessica bailando en el escenario con Bruce en París el 5 de julio.

## Rendimiento en las listas
Lanzado como sencillo antes del lanzamiento del álbum, la canción pasó cuatro semanas en el número 2 en el Billboard Hot 100 (su canción más alta hasta la fecha) en junio y julio de 1984 (se mantuvo fuera del puesto número 1 por dos canciones, «The Reflex» de Duran Duran y «When Doves Cry» de Prince). Alcanzó el puesto 1 en la lista de Cash Box Top 100 Singles. También fue el primero del récord empatado de los siete sencillos en el top 10 en ser lanzados de Born in the U.S.A. «Dancing in the Dark» también ocupó el lugar número 1 durante seis semanas en la lista de Billboard Top Tracks. La canción alcanzó el número 1 en las listas de Radio & Records CHR y AOR.
En el Reino Unido, «Dancing in the Dark» llegó originalmente al número 28 en la lista UK Singles Chart cuando se lanzó en mayo de 1984. Sin embargo, la canción volvió a entrar en la lista en enero de 1985 y posteriormente alcanzó el número 4, convirtiéndose en el 29º sencillo más vendido del año.
La grabación también le ganó a Springsteen su primer Premio Grammy, y ganó el premio a la Mejor interpretación vocal de rock masculina en 1985. En la encuesta de lectores de Rolling Stone de 1984, «Dancing in the Dark» fue elegido como el «Sencillo del Año». Desde entonces, la canción ha ganado más reconocimiento y, como tal, figura entre las 500 canciones que formaron el rock and roll del Salón de la Fama del Rock and Roll.

## Lista de canciones

### 7": Columbia / 38-04463
1. «Dancing in the Dark» - 3:59
2. «Pink Cadillac» - 3:33

### 12": Columbia / 44-05028
1. «Dancing in the Dark» (Blaster Mix) - 6:09
2. «Dancing in the Dark» (Radio) - 4:50
3. «Dancing in the Dark» (Dub) - 5:30

### 12": Epic / TA4436
1. «Dancing in the Dark» (extended remix) - 6:09
2. «Pink Cadillac» - 3:33

- El lado B del sencillo, «Pink Cadillac», era un cuento de rockabilly cómico sobre las virtudes (y los vicios) de un colorido Cadillac; en 1988 se convirtió en un éxito número 5 para Natalie Cole.

## Listas y certificaciones
| Lista (1984)                                     | Posición más alta |
| ------------------------------------------------ | ----------------- |
| Australia (Kent Music Report)                    | 5                 |
| Canadá (RPM)                                     | 3                 |
| Canadá (CHUM)                                    | 1                 |
| Estados Unidos (Billboard Hot 100)               | 2                 |
| Estados Unidos (Billboard Mainstream Rock)       | 1                 |
| Estados Unidos (Billboard Dance/Disco Top 80)    | 7                 |
| Estados Unidos (Cashbox)                         | 1                 |
| Estados Unidos (Radio & Records CHR/Pop Airplay) | 1                 |
| Finlandia (Suomen virallinen lista)              | 11                |
| Francia (IFOP)                                   | 36                |
| Irlanda (IRMA)                                   | 2                 |
| Italia (FIMI)                                    | 12                |
| Nueva Zelanda (Recorded Music NZ)                | 2                 |
| Noruega (VG-lista)                               | 7                 |
| Países Bajos (Dutch Top 40)                      | 1                 |
| Reino Unido (UK Singles Chart)                   | 28                |
| Sudáfrica (Springbok Radio)                      | 4                 |
| Suecia (Sverigetopplistan)                       | 2                 |

| Lista (1985)                       | Posición más alta |
| ---------------------------------- | ----------------- |
| Bélgica (Flandes) (Ultratop 50)    | 1                 |
| Bélgica (VRT Top 30 Flanders)      | 1                 |
| Países Bajos (Mega Single Top 100) | 2                 |
| Países Bajos (Dutch Top 40)        | 1                 |
| Reino Unido (UK Singles Chart)     | 4                 |

| Lista (1984)                                     | Posición |
| ------------------------------------------------ | -------- |
| Australia (Kent Music Report)                    | 1        |
| Canadá (RPM)                                     | 20       |
| Estados Unidos (Billboard) Hot 100               | 14       |
| Estados Unidos (Cashbox Top 100)                 | 3        |
| Estados Unidos (Radio & Records CHR/Pop Airplay) | 15       |
| Nueva Zelanda (Recorded Music NZ)                | 4        |

| Lista (1985)                         | Posición |
| ------------------------------------ | -------- |
| Bélgica (Ultratop 50 Flanders)       | 5        |
| Países Bajos (Single Top 100)        | 9        |
| Países Bajos (Dutch Top 40)          | 3        |
| Reino Unido (Official Single Charts) | 29       |

| País                                                     | Certificación | Ventas     |
| -------------------------------------------------------- | ------------- | ---------- |
| Australia (ARIA)                                         | 3× Platino    | 210,000^   |
| Canadá (Music Canada)                                    | Platino       | 10,000^    |
| Italia (FIMI)                                            | Oro           | 25,000‡    |
| Reino Unido (BPI)                                        | Plata         | 250,000^   |
| Estados Unidos (RIAA)                                    | Platino       | 1,000,000^ |
| ^cifras de envíos basadas únicamente en la certificación |               |            |

## Versiones
- 1985: Big Daddy[55]
- 1985: Tina Turner (versión en vivo)[56]
- 1986: The Shadows[57]
- 1989: London Philharmonic Orchestra[58][59]
- 1993: Zip Code Rapists (versión en vivo en CBGB, lanzado en CD en 2006)[60]
- 1997: Kermit the Frog (episodio de Muppets Tonight)[61]
- 1998: Jive Bunny & The Master Mixers (Rock the Party!)[62]
- 1999: Mary Chapin Carpenter[63]
- 2001: Pete Yorn[64]
- 2006: Tegan and Sara[65]
- 2009: Nat and Alex Wolff (versión en vivo)[66]
- 2009: Amy Macdonald (versión en vivo)[67]
- 2009: White Lies (versión en vivo)[68]
- 2010: Dan Black (nombrado «Drowning in the Dark Drake)»[69][70]
- 2011: Sara Beck (Sara Lyn Beck) segunda canción de A Simple Thing[71]
- 2013: Ruth Moody[72]
- 2013: Editors (versión en vivo)[73]
- 2013: Eddie Berman and Laura Marling[74]
- 2013: Dowsing[75]
- 2013: The South African trio Mark Haze (de la temporada siete de Idols South Africa), Dozi y Ghapi grabaron una versión en su álbum Rocking Buddies.[76]
- 2013: Kathryn Williams[77]
- 2014: Morgan James[78]
- 2015: Downtown Boys[79]
- 2015: Hot Chip (en vivo)[80] (mezclado con «All My Friends» de LCD Soundsystem y «Purple Rain» de Prince)
- 2016: Marit Larsen[81]
- 2016: Jackie Greene en The Stone Pony[82]
- 2018: Niall Horan (en vivo)
- 2021: Juanes